# MS Freedom of the Seas
MS Freedom of the Seas je 
norveško-američki brod za krstarenje, izgrađen 2006. u finskom brodogradilištu Aker Finnyards u gradu Turku, za kompaniju Royal Caribbean International. Prvi izgrađeni brod iz klase Freedom. Do izgradnje cruisera Oasis of the Seas 2009., bio je zajedno s blizancima Liberty of the Seas i Independence of the Seas najveći putnički brod na svijetu.

## Izgradnja
Izgradnja u suhom doku brodogradlišta Aker Yards (današnji STX Shipbuilding) gdje su kasnije izgrađeni i ostali brodovi klase Freedom, započelo je 2004.
Po dovršenju 2006. preuzeo je primat najvećeg putničkog broda od britanskog transatlantika Queen Mary 2. Iako 2,4 m uži, 6 m kraći, s 1,5 m manjim gazom, 8,3 m niži i 8,5 čvorova sporiji, Freedom of the Seas smatra se većim od QM2 radi veće tonaže. Dok je bruto tonaža bila procijenjena između 154 000 brt i 160 000 brt, službena procjena norveškog pomorskog klasifikacijskog društva Det Norske Veritas, je 154 407 brt, što ga je u odnosu na 148 528 brt od QM2, tada činilo najvećim putničkim brodom. Cijena izgradnje bila je oko 800 milijuna američkih dolara.

## Tehničke karakteristike
Freedom of the Seas je dugačak 338,77 m i širok 56,08 m. Plovi brzinom od 21,6 čvorova (40 km/h), što omogućavaju 6 Wärtsilä 46 V12 dizel motora, svaki 12,6 MW (17 000 ks), 514 rpm. Potisak omogućavaju 3 Asea Brown Boveri (ABB) Azipod  pogonske elektro-gondole - jedna fiksna, dvije azimutne, ukupne snage 42 MW. Brod također raspolaže s 4 dodatna pramčana potisnika radi lakšeg manevriranja u lukama  i 30 čamaca za spašavanje. Potrošnja goriva je 12,80 t na sat.

## Interijeri
Freedom of the Seas raspolaže s 18 paluba, od kojih 15 za putnike. 242 vanjske kabine bez balkona (cca. 15 m²), 842 kabine s balkonom (cca. 19 m²), 733 unutarnje kabine (172 s pogledom na unutrašnju promenadu). Najveći, predsjednički apartman ima 113 m², Standardni kapacitet putnika je 3600, ili 4370 pri maksimalnoj popunjenosti, što zajedno s posadom od 1360, čini ukupno 5730 ljudi na brodu. Također se ističu 135 m dugačka, 9 m široka i četiri palube visoka središnja šetno-trgovačka paluba (Royal Promenade) oko koje su koncentrirani glavni restorani, trgovački i zabavni centri, biblioteka i teatar s 1350 sjedećih mjesta. 

## Karijera
Nakon izgradnje Freedom of the Seas bio je na dokovanju u brodogradilištu Blohm und Voss U Hamburgu, Njemačka, radi popravka oštećenog nosača jedne od pogonskih Azipod elektro-gondola i završnih radova prije primopredaje kompaniji Royal Caribbean International 24, travnja 2006. 25. travnja, isplovljava za Oslo radi službenih proslava. 29. travnja stiže u Southampton, odakle 3. svibnja kreće na prvi prelazak Atlantika. 12. svibnja stiže u Cape Liberty Cruise Port, jedan od putničkih terminala u njujorškoj luci, na službenu ceremonju krštenja, što je uživo prenosila TV mreža NBC. Nakon boravka u Bostonu 19. – 22. svibnja, 4. lipnja iz Miamija isplovljava na prvo krstarenje za Karibe, Meksiko, Kajmanske otoke, Jamajku i Haiti. Do svibnja 2009. bazirao je u Miamiju, a nakon toga u Port Canaveralu gdje je zamijenio Mariner of the Seas.

## Galerija
- Oslo, Norveška 2006.
- Cape Liberty Cruise Port, Bayonne, New Jersey, SAD 2006.
- Hamburg, Njemačka 2006.
- Hamburg, Njemačka 2006.

## Vanjske poveznice
- Službena stranica   Arhivirana inačica izvorne stranice od 15. veljače 2009. (Wayback Machine)
- Ship-technology.com
- Specifications (ship-technology.com/)   Arhivirana inačica izvorne stranice od 14. rujna 2010. (Wayback Machine)
- Freedom of the Seas - Cruise ship design of new levels (STX europe) [neaktivna poveznica](PDF)
- DET NORSKE VERITAS   Arhivirana inačica izvorne stranice od 12. lipnja 2012. (Wayback Machine)
- Freedom of the Seas - powered and propelled by ABB (www.abb.co.uk/)
- Freedom of the Seas - National Geographic (natgeotv.com.au)  Arhivirana inačica izvorne stranice od 30. ožujka 2009. (Wayback Machine)
- Trenutna lokacija broda - sailwx.info   Arhivirana inačica izvorne stranice od 5. rujna 2013. (Wayback Machine)